# Sportverletzung

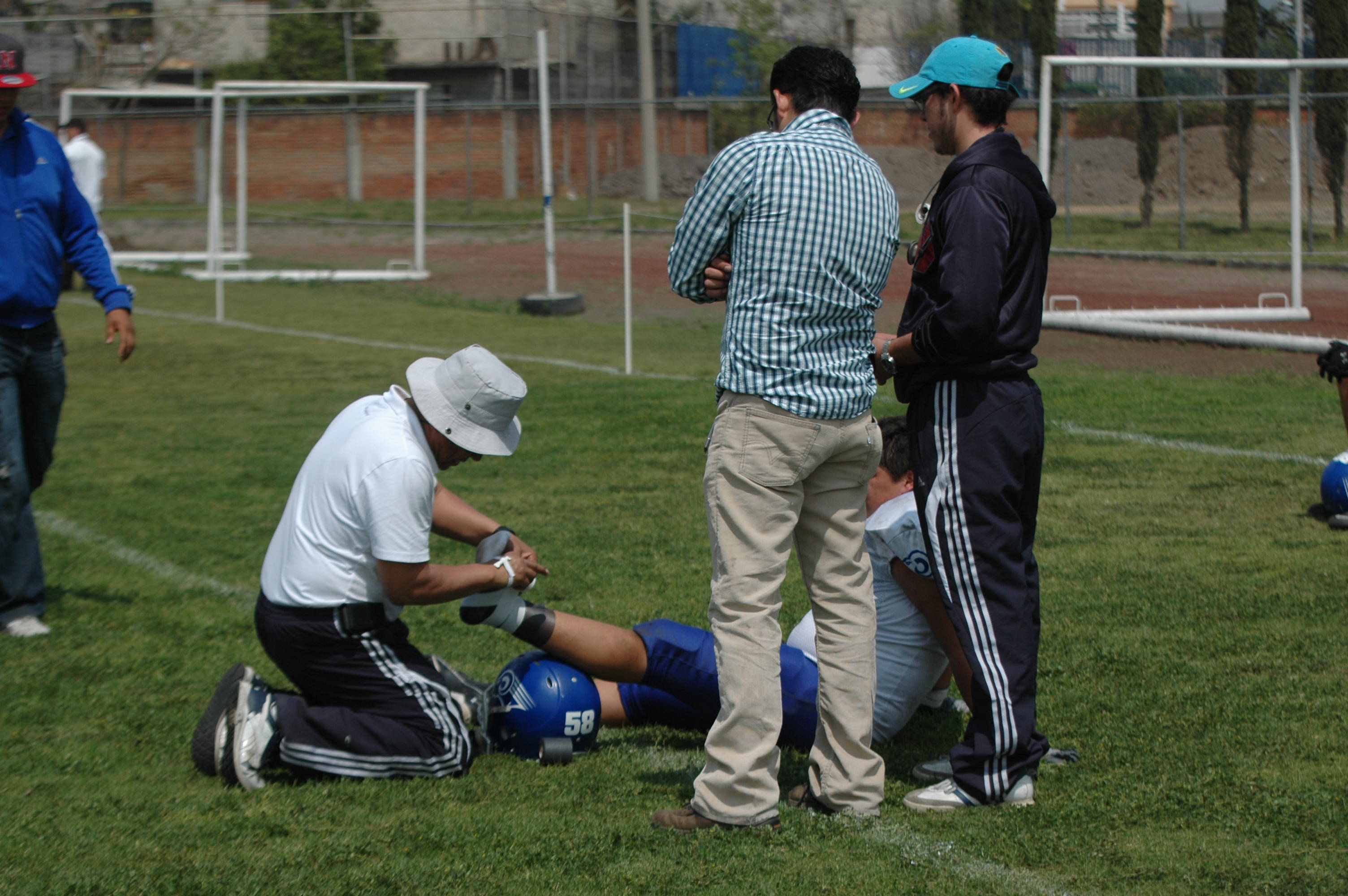
Eine Verletzung des Knöchels beim American Football wird auf dem Spielfeld behandelt.

Sportverletzungen sind Verletzungen, die sich Freizeit- und Leistungssportler bei der Ausübung ihres Sports zuziehen. Es wird hierbei zwischen akuten Sportverletzungen (meist Unfällen) und chronischen Sportverletzungen (Über- bzw. Fehlbelastungsschäden) unterschieden. Die häufigsten akuten Verletzungen sind Prellungen und Verstauchungen (35,5 %). Es folgen Knochenbrüche und Verrenkungen (28,4 %), sowie Verletzungen von Sehnen, Bändern und Muskeln (22,5 %). Einige Sportarten implizieren bestimmte Risiken.
Man unterscheidet zwischen endogenen Verletzungen, die sich der Sportler ohne äußere Einwirkung zuzieht (zum Beispiel durch fehlerhaftes Training oder Überanstrengung im Wettkampf) und exogenen Verletzungen, die dem Sportler vom Gegner zugefügt werden.
Das Gesamtbild von Sportverletzungen unterscheidet sich erheblich von dem der Verletzungen, wie sie etwa im Straßenverkehr oder bei Arbeitsunfällen vorkommen. 20 % aller Unfälle in Deutschland sind Sportunfälle. Mit der Behandlung chronischer Beschwerden (zum Beispiel Tennisarm, Periostitis) und der Nachsorgebehandlung schwerer Verletzungen (zum Beispiel Achillessehnenriss) befasst sich die Sportmedizin.
Ein Sporthelm und Schutzkleidung können das Verletzungsrisiko erheblich vermindern.

## Statistisches
Die Bundesanstalt für Arbeitsschutz und Arbeitsmedizin sammelt und veröffentlicht unter anderem Daten zu Unfallverletzungen in Heim- und Freizeitbereich. Dabei stützt sie sich auf Schätzungen bzw. Hochrechnungen des Robert Koch-Institutes (RKI) auf Befragungsdaten (GEDA und KiGGS).
Ihre Statistik weist für 2011 u. a. folgende Zahlen für Deutschland aus:
3,1 Millionen Freizeitunfälle, davon 7.796 tödliche Unfälle (von insgesamt 20.406 tödlichen Unfällen – das sind 38,2 Prozent).

## Gegenmaßnahmen
Zur Prophylaxe ist die sportliche Betätigung dem körperlichen Allgemeinzustand anzupassen. Gymnastische Übungen, das sogenannte Aufwärmen, vor Training und Wettkampf vermindern die Verletzungsgefahr. Bei zahlreichen Sportarten ist eine angemessene Ausrüstung von großer Bedeutung, zum Beispiel beim Inlineskaten Sturzprotektoren. Bei einer Verletzung der Extremitäten soll nach dem PECH-Schema verfahren werden: Pause, Eis (Kühlung), Compression (zum Beispiel Druckverband), Hochlagern.

## Gesellschaftliche Kosten
Es wurde und wird immer wieder zur Diskussion gestellt, die durch Sportverletzungen entstehenden Kosten durch Zusatzzahlungen oder Zusatzversicherungen von Sportlern abzufangen (siehe auch Verursacherprinzip). Zum Beispiel könnte in jedem Skipass (Tageskarte o. ä.), die ein Skifahrer kauft, eine Umlage / Versicherung für diese Kosten enthalten sein.  Da jedoch nur ca. 0,8 % der Gesamtkosten im Gesundheitswesen den Sportverletzungen zuzuschreiben sind (2010), scheint der gesundheitliche Nutzen des Sports deutlich größer zu sein.